# Jordania en los Juegos Olímpicos de la Juventud 2018
Jordania participó en los Juegos Olímpicos de la Juventud 2018 en Buenos Aires, Argentina, del 6 al 18 de octubre de 2018.

## Participantes
La siguiente es la lista con el número de participantes en los Juegos por deporte/disciplina.
| Deporte    | Masculino | Femenino | Total |
| ---------- | --------- | -------- | ----- |
| Atletismo  | 2         | 0        | 2     |
| Baloncesto | 4         | 0        | 4     |
| Ecuestre   | 0         | 1        | 1     |
| Karate     | 1         | 0        | 1     |
| Natación   | 2         | 0        | 2     |
| Taekwondo  | 1         | 2        | 3     |
| Total      | 3         | 10       | 13    |

## Medallero
| Presea        | Medalla de oro | Medalla de plata | Medalla de bronce | Total |
| ------------- | -------------- | ---------------- | ----------------- | ----- |
| TOTAL OFICIAL | 0              | 0                | 1                 | 1     |

### Medallistas
El equipo olímpico de Jordania obtuvo la siguiente medalla:
| Nombre                            | Deporte   | Competición  |
| --------------------------------- | --------- | ------------ |
| Oro                               |           |              |
| Plata                             |           |              |
| Bronce                            |           |              |
| Zaid Mustafa Mahmoud Abdul Kareem | Taekwondo | Hasta 55Kg M |

## Disciplinas

### Baloncensto
Jordania clasificó a un equipo masculino basado en el Ranking de la Federación Nacional Sub-18 3x3.
- Torneo masculino - 1 equipo de 4 atletas

### Equitación
Jordania clasificó a un ciclista en base a su clasificación en los rankings FEI World Jumping Challenge.
- Salto individual - 1 atleta

### Karate
Jordania clasificó a un atleta por su desempeño en uno de los Torneos de Clasificación de Karate.
- 61 kg masculino - Abdallah Hammad